# Kusamono
Kusamono (jap. 草物; kusa – trawa, mono – rzecz) – (1) ogólna nazwa roślin i kwiatów używanych w sztuce ikebany (生け花; inaczej: kadō 華道, 花道), (2) kwiaty lub niewielkie rośliny, zwykle zielne, uprawiane w różnego typu pojemnikach, charakterystyczne dla danego sezonu, obszaru, rzadziej typu siedliska. 
Są traktowane zarówno jako niewielki, dodatkowy akcent roślinny towarzyszący bonsai (盆栽), ale także jako osobny rodzaj sztuki. Trawa, mchy, turzyca, drobne kwiaty, bambus eksponowane są w specjalnych donicach, kawałkach drewna, a nawet z użyciem kamieni. Powinny uwydatniać urodę lub odzwierciedlać konkretną porę roku.

## Galeria

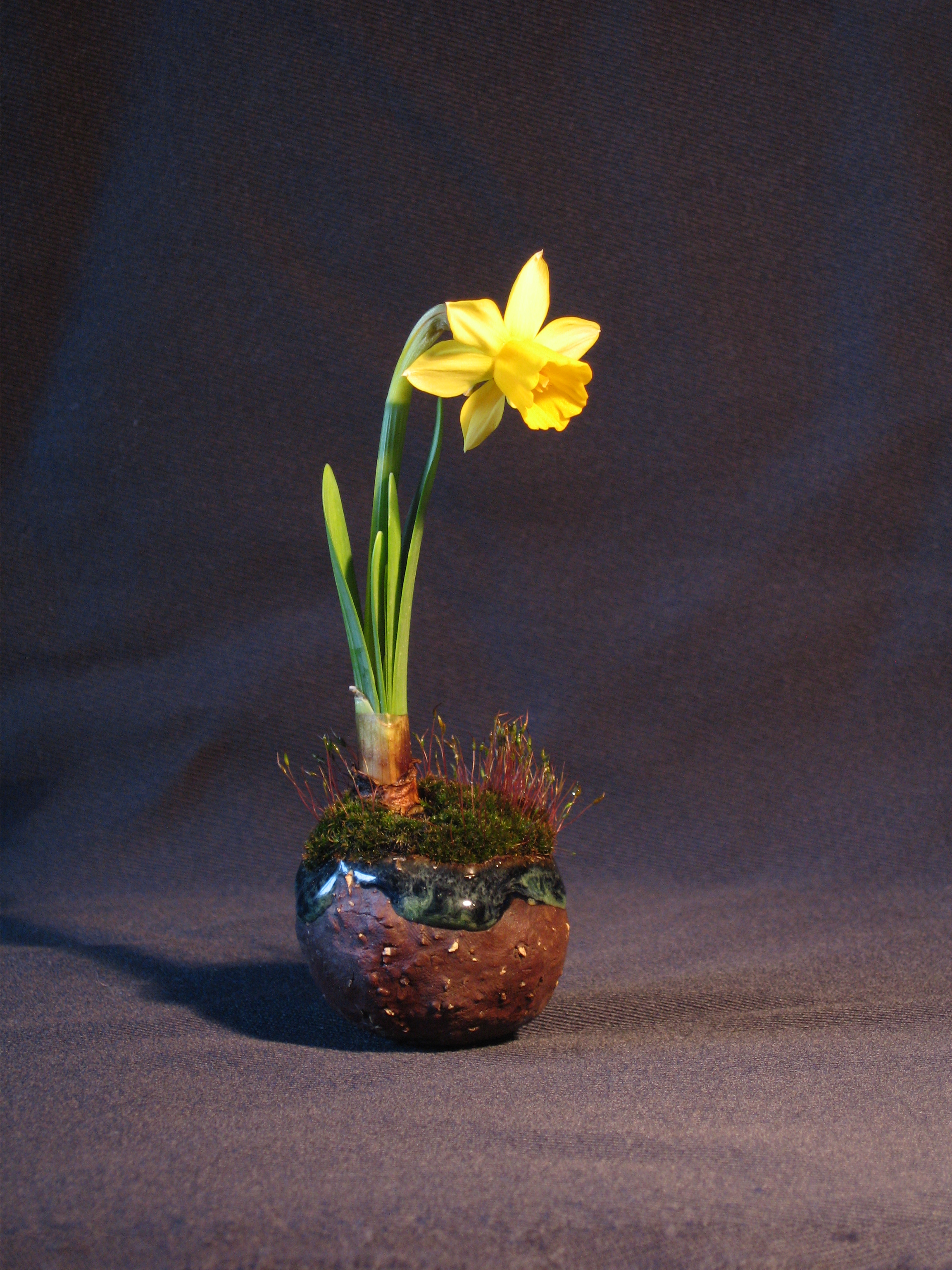
Kusamono z mchu i pojedynczej cebulki narcyza trąbkowego
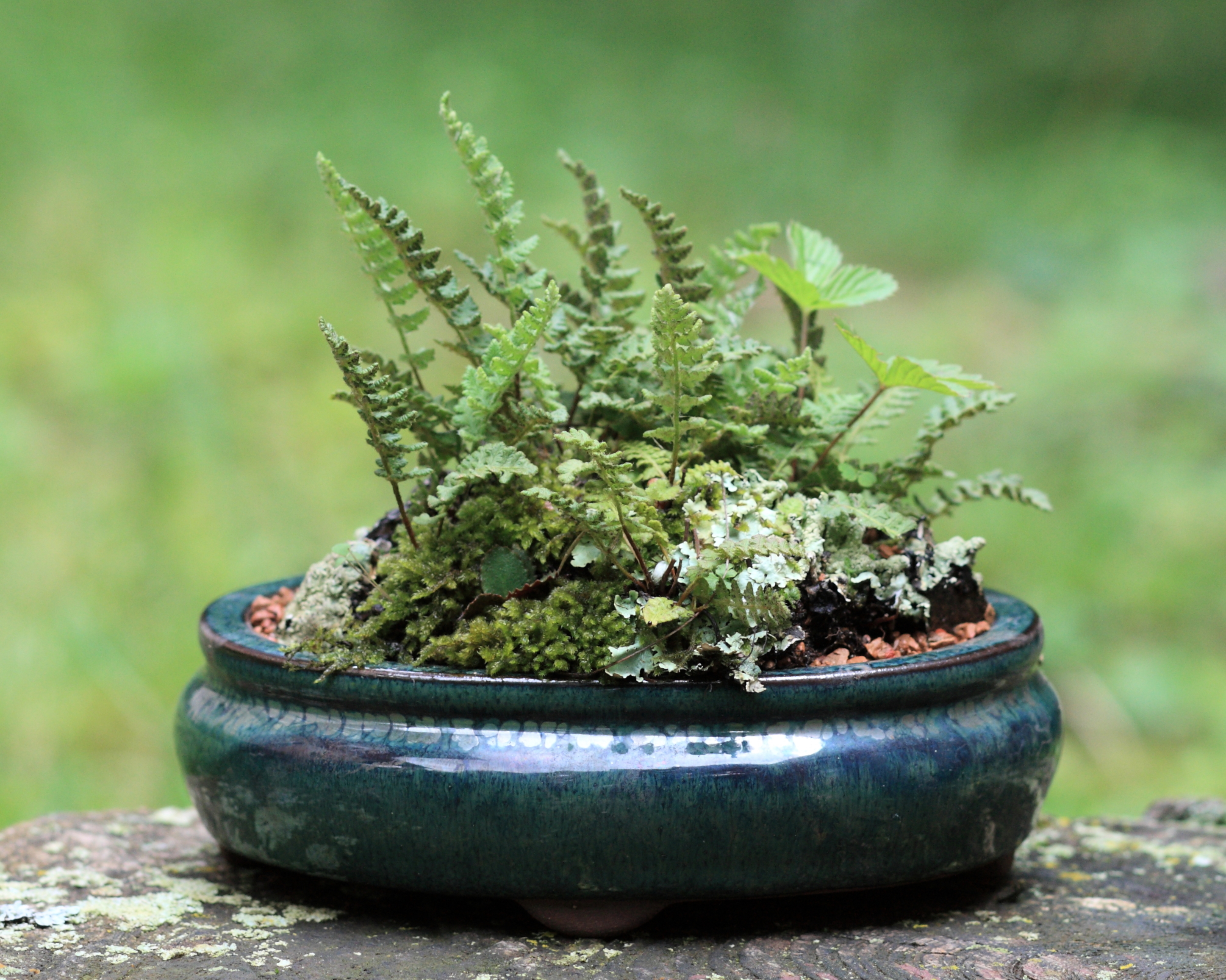
Kusamono zrobione w lecie z roślin pochodzących z Connecticut (paproć, truskawka, mchy i porosty)
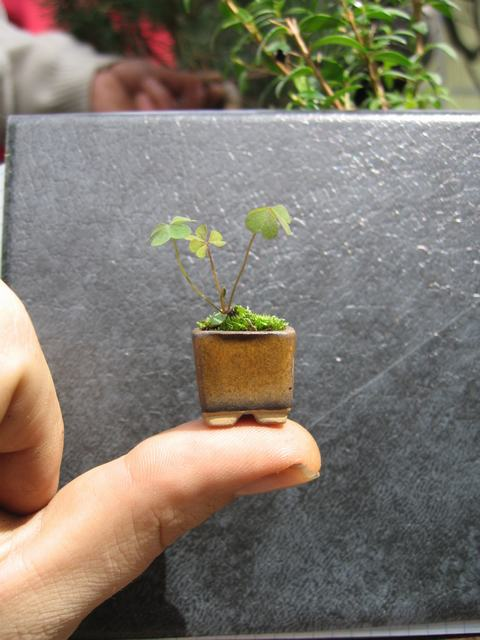
Miniaturowe kusamono na kciuku dla porównania wielkości
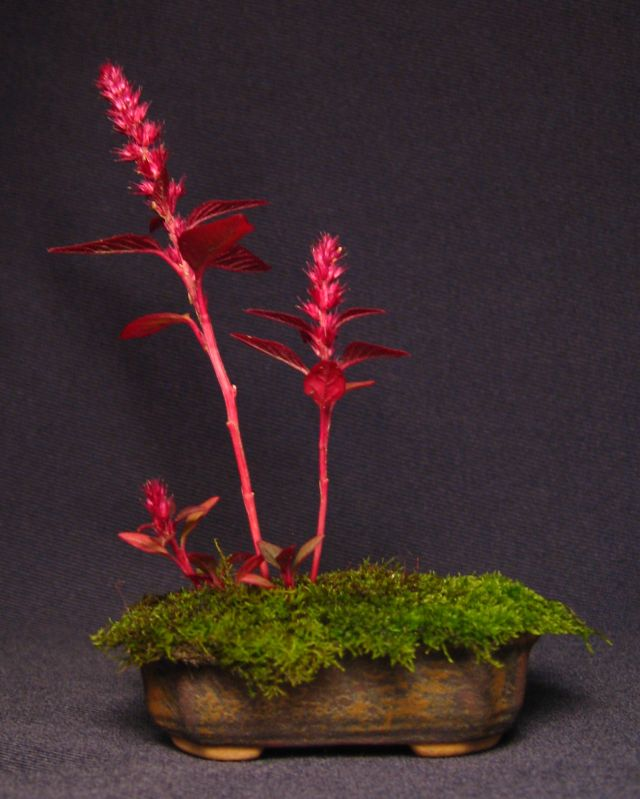
Szarłat wyniosły hodowany jako roślina-akcent